# Баталов, Леонид Ильич
Баталов, Леонид Ильич (9 августа 1913, Москва — 24 октября 1989, Москва) — советский архитектор. Главный архитектор Останкинской телебашни. Заслуженный архитектор РСФСР (1974), лауреат Государственной премии РСФСР в области архитектуры (1973) и Государственной премии СССР (1982). Многие работы создал совместно с архитектором Д. И. Бурдиным.

## Биография
Родился в Москве, однако после Октябрьской революции оказался в Саратовской губернии. В шестилетнем возрасте потерял родителей и жил в детских домах. Учился в Ленинграде в Академии художеств, затем с 1931 по 1936 год — в Ленинградскои институте инженеров коммунального строительства. После окончания института продолжил обучение в Москве, в аспирантуре Академии архитектуры СССР. Ученик А. К. Бурова. В 1936—1940 годах занимался обмерами памятников архитектуры: храм и мавзолей Барышниковых в усадьбе Николо-Погорелое в Смоленской области, Дом Союзов, церковь Филиппа Митрополита в Мещанской слободе, Павловский дворец.
Работал в Архитектурно-проектной мастерской № 7 Моссовета, где в бригаде архитекторов А. В. Власова, К. С. Алабяна и А. К. Чалдымова занимался строительством Дома пионеров в переулке Стопани. Затем после окончания аспирантуры работал в архитектурно-проектной мастерской НКПС, где занимался проектированием вокзалов и жилых домов. В годы Великой Отечественной войны работал в Гипроавиапроме, вместе с В. Н. Симбирцевым строил квартал жилых домов.
После окончания войны по призыву ЦК КП Белорусской ССР приехал в Минск, где в качестве руководителя мастерской института «Белгоспроект» занимался восстановлением города. Вернувшись в Москву, руководил проектно-техническим бюро Академии архитектуры СССР, Госстройпроекта, Гипрогора, Моспроекта, ГИПРОНИИ АН СССР.
В 1961—1963 годах — руководитель мастерской № 9 Моспроекта-1. Руководил мастерской по проектированию Останкинского телецентра. В 1963—1978 годах руководил мастерской № 14 Моспроекта-1. В 1978—1989 годах возглавлял мастерскую № 1 института Моспромпроект.
Член Союза архитекторов СССР с 1938 года. Член правления Московского отделения Союза архитекторов, председатель Архсовета Архпроекта. Избирался депутатом Краснопресненского райсовета. Принимал участие в архитектурных конкурсах, лауреат премий.
В 1959—1976 годах жил в Москве в доме 8/18 по Валовой улице в проектировании которого принимал участие. С 1976 года жил на Украинском бульваре, 7. Скончался 24 октября 1989 года в Москве. Похоронен на Троекуровском кладбище (участок 2).

## Награды и звания
- Заслуженный архитектор РСФСР (1974)[3]
- Государственная премия РСФСР в области архитектуры (1973)[3] — за проектирование и строительство производственного предприятия
- Государственная премия СССР (1982)[3] — за разработку комплекса нового (третьего) поколения современной типовой аппаратуры цветного телевидения, промышленное освоение его для оснащения телецентров страны и создание базы для многопрограммного телевизионного вещания из Москвы

## Работы
- Типовые вокзалы, восстановление железных дорог (1941—1943)[6]
- Кварталы многоэтажных жилых домов в Казани (1943—1945, под руководством В. Н. Симбирцева)[6]
- Планировка и застройка центра Минска (1945—1949)[6]
- Дом научных работников в Минске (1945—1947)[3]
- Проект застройки проспекта Металлургов в Магнитогорске (1948; премия за лучший проект года)[5]
- Новодевичье кладбище в Москве (1948, новая территория, совместно с Д. И. Бурдиным)[1]
- 10-этажный дом на Валовой улице 8/18 в Москве (конец 1940-х — начало 1950-х; с соавторами)[5]
- 12-этажный дом на улице Чкалова в Москве (конец 1940-х)[5]
- Ресторан «Узбекистан» в Москве (1950, совместно с Д. И. Бурдиным)[1][6]
- Проект застройки Бутырского хутора в Москве (1951—1954, совместно с Д. И. Бурдиным)[5]
- Планировка и застройка Научного биологического города Пущино (1954—1959)[6]
- Планировка и застройка Фрязино (1954—1959, совместно с А. Г. Бархиной и А. П. Голубевым)[6]
- Институт радиотехники и электроники Академии наук СССР в городе Фрязино (1956–1957)
- Ансамбль Московского аэровокзала на Ленинградском проспекте (1958—1960, совместно с Д. И. Бурдиным)[1][3]
- Застройка районов Хорошёво-Мнёвники, Тушино, Щукино, Коптево, Отрадное (1958—1963)[1][5]
- Мемориальная доска М. В. Ломоносову на здании Государственного исторического музея (1961, совместно со скульптором А. А. Стемпковским)[1]
- Останкинская телебашня (1958—1967, совместно с архитектором Д. И. Бурдиным и инженером Н. В. Никитиным)[1]
- Телецентр в Останкине (1964—1970, руководитель авторского коллектива)[1]
- Олимпийский радиоцентр в Останкине (1978—1980, руководитель авторского коллектива)[1]
- Ресторан «Закарпатские узоры» в Москве (1978—1980)[1]